# Stanisław Grochowski (Dichter)
Stanisław Grochowski (* 1542 in Masowien, Polen-Litauen; † 30. Januar 1612 in Krakau, ebenda) war ein polnischer Schriftsteller und Übersetzer des Frühbarocks sowie Kleriker und Politiker. Grochowski war adliger Abstammung und seine Familie gehörte der Wappengemeinschaft Bończa an.

## Leben
Grochowski stammte aus einem verarmten Adelsgeschlecht aus Podlachien. Ab 1571 besuchte er das Jesuitenkolleg in Pułtusk. Das Studium ermöglichte ihm der Primas Jakub Uchański, der ihn förderte. In Pułtusk hörte er Vorlesungen von Jakub Wujek. 1573 wurde er Priester und 1577 Kanoniker in Uniejów, später Kalisz und Łowicz. 1584 stieg er zum königlichen Sekretär auf. 1595 nahm er eine Pfarrstelle in Czersk an. 1600 rügte er in dem Gedicht Babie koło die Bischöfe und fiel daher bei ihnen in Ungnade. Er verlor seine Pfründe und wurde zeitweilig eingekerkert. 1601 wurde er Kurator von Kruszwica, ging jedoch bereits zuvor nach Krakau, wo er sich vor allem als Schriftsteller betätigte. In Primas Bernard Maciejowski fand er einen neuen Mäzen. Nach dessen Tod verließ Grochowski für kurze Zeit Krakau, kam jedoch bereits 1609 zurück, um eine Stelle als Altarist der Kapelle des Collegium Iuridicum annahm. Seine Werke sind von Jan Kochanowski stark beeinflusst. 